# Decreto del Tejido Humano
El Decreto del Tejido Humano de 2004 (c 30) fue realizado por parte del parlamento del Reino Unido, el cual tiene validez en Inglaterra, Irlanda del Norte y Gales. Este decreto sirvió para consolidar la anterior legislación y se creó la Autoridad del Tejido Humano para que se "regulara la eliminación, almacenamiento, uso y eliminación de cuerpos humanos, órganos y tejido."
El Decreto se produjo como consecuencia de, entre otras cosas, el escándalo de órganos Alder Hey en el cual los órganos de niños habían sido retenidos por el Hospital Infantil Alder Hey sin ningún consentimiento previo, también se produjo debido a la investigación realizada por Kennedy que involucraba cirugías de corazón realizada a niños en la Enfermería Real Bristol.
El Decreto permitió la donación de órganos anónima ya que anteriormente solamente podrían donar órganos personas vivas que tuvieran algún lazo genético o emocional con la persona que recibiera la donación., además, se requerían licencias para todo aquello que hiciera algún tipo de publicidad con restos de cuerpos humanos, un ejemplo sería: Bodies: The Exhibition.
El Decreto también especifica que en casos de donaciones de órganos post mortem los deseos del fallecido tienen más importancia que los deseos de los familiares, pero en un reporte parlamentario concluyó en 2006 que esta parte del Decreto no aplicaría ya que la mayoría de los cirujanos no deseaban confrontar en este tipo de situaciones a los familiares.
El Decreto prohíbe el comerciar con cualquier tipo de órganos. En el 2007 un hombre se convirtió en la primera persona en ser condenada por tratar de vender su riñón por internet pidiendo £24,000 para así poder pagar sus deudas.
El Decreto no tiene validez en Escocia sino que ellos utilizan el Decreto del Tejido Humano del 2006 (Escocia)

## Sección 60 - Comienzo
Las siguientes legislaciones se han hecho en esta sección:
- The Human Tissue Act 2004 (Commencement No. 1) Order 2005 (S.I. 2005/919)
- The Human Tissue Act 2004 (Commencement No. 2) Order 2005 (S.I. 2005/2632 (C. 108)
- The Human Tissue Act 2004 (Commencement No. 3 and Transitional Provisions) Order 2005 (S.I. 2005/2792 (C. 115)
- The Human Tissue Act 2004 (Commencement No. 4 and Transitional Provisions) Order 2006
- The Human Tissue Act 2004 (Commencement No. 5 and Transitional Provisions) Order 2006 (S.I. 2006/1997 (C. 68))
- The Human Tissue Act 2004 (Commencement No.5 and Transitional Provisions) (Amendment) Order 2006 (S.I. 2006/2169)

## Más lecturas
- Bell MD (mayo de 2006). «The UK Human Tissue Act and consent: surrendering a fundamental principle to transplantation needs?». J Med Ethics 32 (5): 283-6. PMC 2579415. PMID 16648279. doi:10.1136/jme.2005.012666.

- Datos: Q5937623